# Побузький феронікелевий комбінат
ТОВ «Побу́зький фероні́келевий комбіна́т» — єдине в Україні підприємство, що виробляє в промисловому масштабі феронікель з бідних окиснених нікелемістких руд в селищі Побузьке, Голованівського району Кіровоградської області. Підприємство розташоване в місці з добре розвиненими комунікаціями. Має добре налагоджену схему для реалізації своєї продукції. 

## Історія
- Проєктне завдання на виробництво товарного феронікелю розроблено у 1963 році і затверджено Радою міністрів України у липні 1964 року.
- У грудні 1972 була введена в експлуатацію перша черга Побузького нікелевого заводу (дві трубчасті обертові печі — ТВП, одна Руднотермічних електропіч — РТП і чотири конвертера);
- Відповідно до Указу Президента України № 210 від 15 липня 1993 «Про корпоратизацію державних підприємств» та наказом Мінпрому України № 233 від 15 липня 1994 державний Побузький нікелевий завод перетворений у ВАТ «Побузький феронікелевий завод».
- У 2000 р цілісний майновий комплекс ВАТ «Побузький феронікелевий завод» придбаний ТОВ «Побузький феронікелевий завод» в процесі банкрутства ВАТ.
- У 2003 р, після тривалого простою виробничих потужностей, за рахунок інвестицій міжнародної компанії  Solway Investment Group виробництво феронікелю відновлене.

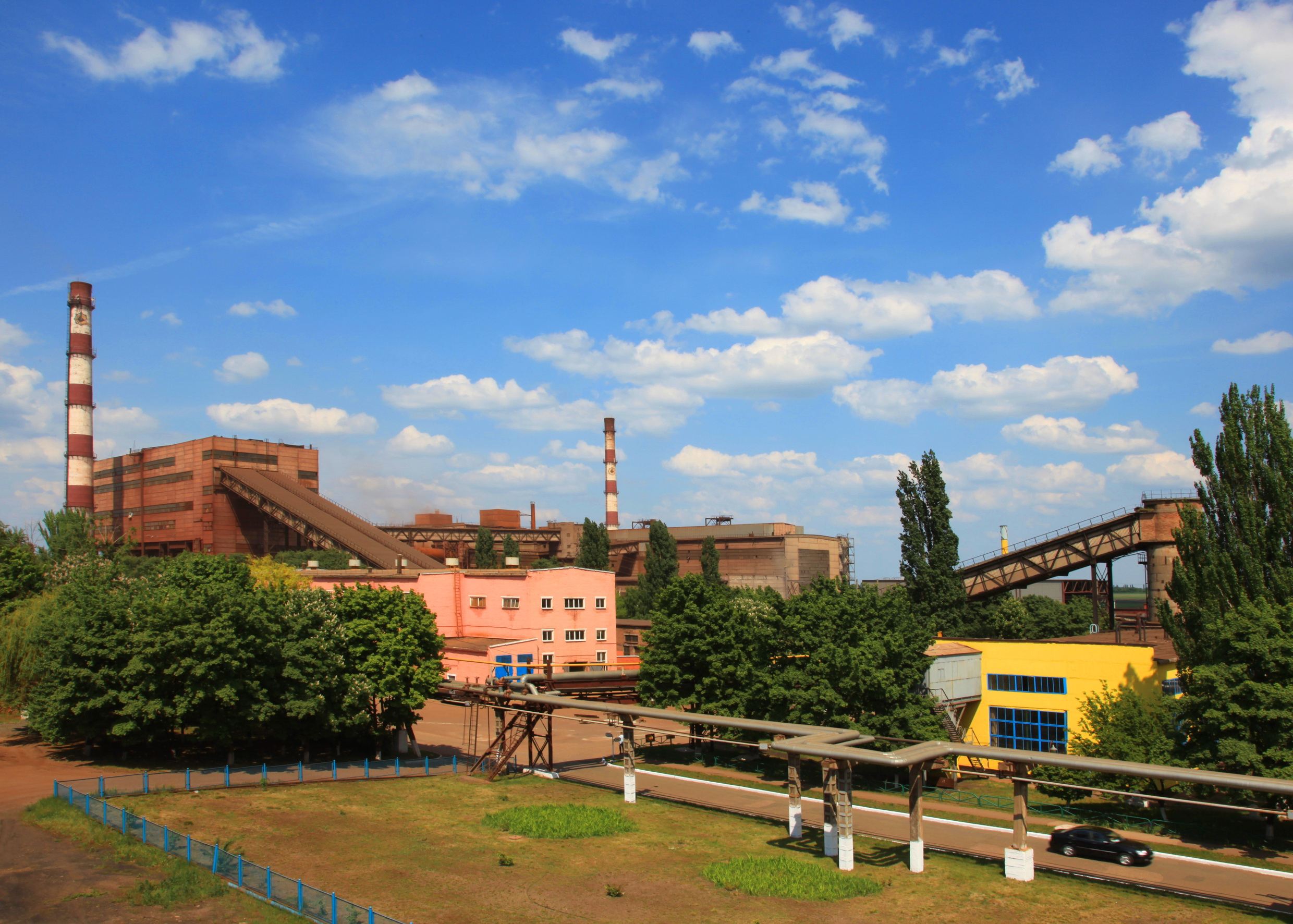
Територія ПФК

## Комбінат сьогодні
- Вартість інвестицій у розвиток енергоощадних технологій за 2013—2014 роки становила понад 15 млн доларів США.
- Загальна сума інвестицій у підприємство з 2003 р. становить 130 млн доларів США.
- У «екологічне» вдосконалення обладнання комбінату, впровадження нових технологій вкладено близько 9 мільйонів гривень.
- ПФК є основним роботодавцем Кіровоградської області.
- В даний час на комбінаті працює понад 35 % населення селища Побузьке.
- Щорічно інвестиції комбінату в соціальну сферу, благодійність, освіту і розвиток міської інфраструктури сягають 5 000 000 грн. [Архівовано 24 травня 2015 у Wayback Machine.]

Сприятливе географічне розташування та розвинена мережа комунікацій сприяють успішній роботі комбінату на ринку металу. Комбінат розташований в районі з добре розвиненими транспортними комунікаціями, в тому числі пов'язаний окремої гілкою Підгородна — Нікель-Побузький з Одеською залізницею. Віддаленість виробництва від чорноморських портів Одеса, Миколаїв, Чорноморськ становить 150—250 км.

## Власники
Власником Побузького феронікелевого комбінату є Міжнародна група  Solway Investment Group.
Група веде свою діяльність з 2002 року і є приватною компанією, що веде диверсифікований бізнес в гірничодобувній і металургійній індустріях. Ключові компанії групи зареєстровані в Швейцарії, Люксембурзі та на Кіпрі, 100 % статутного капіталу належить громадянам ЄС. Основні виробничі активи Solway сконцентровані в Македонії, Гватемалі, Індонезії та України.

## Керівництво
- Шевченко Денис Вікторович[4] — Генеральний директор;
- Чорний Олексій Олександрович — Головний інженер;
- Джамгуров Рустам Борисович — Заступник генерального директора з правових питань;

## Нагороди
Після проголошення Україною незалежності, Побузький феронікелевий комбінат був нагороджений наступними призами:
- Диплом «Вища проба»;
- Свідоцтво міжнародного конкурсу «Золоті торгові марки»;
- Диплом «Найкраще підприємство України».